# Kolonistenkrug
Kolonistenkrug (dänisch Kolonistkro) ist ein Ort der Gemeinde Handewitt. der teilweise auch Haurupfeld-West genannt wird.

## Lage
Der Ort besteht aus der gleichnamigen Straße Kolonistenkrug, die nach Westen bis an den Rand der Gemeinde Großenwiehe führt. Insgesamt besitzt die Straße heute vier Adress-Nummern (1–4). Am östlichen Ende der Straße Kolonistenkrug liegen zudem die Häuser der Straße Haurup-West, mit den Hausnummern Haurup-West Nr. 2, 2a, 3, 4, 4a und 5. Direkt 1,5 Kilometer nördlich liegt Christiansheide. Die Dörfer Hüllerup und Haurup liegen 1,5 und 2,5 Kilometer nordöstlich entfernt. Direkt nördlich und südlich beim Dorf Haurup liegen im Übrigen Haurup-Nord und Haurup-Süd (beziehungsweise Haurupfeld-Nord und Haurupfeld-Süd). Der Hauptort der Gemeinde Handewitt liegt fünf Kilometer nördlich vom Kolonistenkrug entfernt. Drei Kilometer südöstlich liegt des Weiteren der Ort Wanderup.

## Geschichte
Ab 1761 ließ König Friedrich V. die dünnbesiedelten Heide- und Moorgebiete auf der Schleswigschen Gest durch Menschen aus Pfalz und Hessen kolonisieren. Auf dem Hauruperfeld-West wurden drei Kolonistenstellen eingerichtet, welche zur Kolonie Nr. 9 Magdalenenheide gehörten. Weitere Teile der besagten Kolonie Nr. 9 entstanden zeitgleich auf dem benachbarten Gebiet von Großenwiehe. Der Hauruper Teil der Kolonie Magdalenenheide bestand aus den Kolonistenstellen Wagers Hof (Kolonistenkrug Nr. 1), Plessen Hof (Haurup-West Nr. 3) und Doratheen Hof (Haurup-West Nr. 5).
Die Anfänge gestalteten sich für die Kolonisten sehr schwer: Das zugeteilte Land war klein, der Boden schlecht, Nebenverdienste waren ihnen nicht gestattet. Am 5. April 1794 erhielt jedoch der Wagers Hof die Kruggerechtigkeit durch König Christian VII. Seitdem konnten Kutscher und Pferde in der Gaststätte „Kolonistenkrug“ eine Ruhepause einlegen. Auf den Karten der dänischen Landesaufnahme von 1857/58 sowie der Preußischen Landesaufnahme um 1879 war der Ort verzeichnet. Die namensgebende Gastwirtschaft des Ortes stellte 1927 ihren Betrieb ein. Der Ortsname Kolonistenkrug blieb jedoch erhalten. Der Ort wurde 1974 als Bestandteil der Gemeinde Haurup nach Handewitt eingemeindet.
Nordwestlich des Ortes entstand in neuerer Zeit der „Windpark Kolonistenkrug“. Der Ort besitzt heute außerdem auch noch eine Bushaltestelle Kolonistenkrug. Mittels der Linie 125 ist beispielsweise von dort der Zentrale Omnibusbahnhof Flensburg erreichbar.